# Ільків Ігор Богданович
І́гор Богда́нович І́льків (нар. 15 березня 1985, Львів) — український футболіст, захисник.

## Життєпис
Вихованець ДЮСШ «Карпати» (Львів). Перший тренер — Володимир Уманець.
Виступав за «Галичину-Карпати», «Карпати-2» і «Спартак» (Івано-Франківськ).
На початку лютого 2013 року разом з братами Борисом та Григорієм Баранцями уклав контракт з «Нивою» (Тернопіль). У 2015 році виступав в канадській команді «Атомік» з міста Торонто.
У лютому 2016 перебрався до аматорської команди «Рух» (Винники), яка із наступного сезона планує виступати в другій лізі України.

## Досягнення
- Срібний призер Першої ліги України (1) : 2007/08
- Срібний призер Другої ліги України (1) : 2012/13
- Бронзовий призер Другої ліги України (1) : 2004/05